# Eric Saindon
Eric Saindon (Gorham, 5 dicembre 1969) è un effettista statunitense, vincitore del Premio Oscar ai migliori effetti speciali per Avatar - La via dell'acqua.

## Biografia
Eric Saindon si è laureato in Architettura presso la Washington State University ed ha frequentato l'Accademia delle belle arti di Copenaghen. Ha iniziato la sua carriera nel 1998, lavorando agli effetti speciali del film Star Trek - L'insurrezione di Jonathan Frakes. Dal 1999, lavora per la Weta Digital. Dal 2001 al 2003 ha lavorato alla trilogia de Il Signore degli Anelli e dal 2012 al 2014 a quella de Lo Hobbit. Nelle due trilogie, si è occupato anche della realizzazione del personaggio di Gollum. Saindon è stato candidato al Premio Oscar per i migliori effetti speciali per Lo Hobbit - Un viaggio inaspettato e Lo Hobbit - La desolazione di Smaug. Successivamente, ha lavorato Il drago invisibile, Storia di un fantasma e Sir Gawain e il Cavaliere Verde, diretti da David Lowery. Nel 2023, ha vinto l'Oscar per Avatar - La via dell'acqua di James Cameron. È sposato con l'effettista Elisabteh Arko. I due hanno quattro figli e vivono a Wellington, in Nuova Zelanda.

## Filmografia

### Effettista
- Star Trek - L'insurrezione (Star Trek: Insurrection), regia di Jonathan Frakes (1998)
- Supernova, regia di Walter Hill (2000)
- Il Signore degli Anelli - La Compagnia dell'Anello (The Lord of the Rings: The Fellowship of the Ring), regia di Peter Jackson (2001)
- Il Signore degli Anelli - Le due torri (The Lord of the Rings: The Two Towers), regia di Peter Jackson (2002)
- Il Signore degli Anelli - Il ritorno del re (The Lord of the Rings: The Return of the King), regia di Peter Jackson (2003)
- Io, robot (I, Robot), regia di Alex Proyas (2004)
- King Kong, regia di Peter Jackson (2005)
- X-Men - Conflitto finale (X-Men: The Last Stand), regia di Brett Ratner (2006)
- Una notte al museo (Night at the Museum), regia di Shawn Levy (2006)
- I Fantastici 4 e Silver Surfer (Fantastic Four: Rise of the Silver Surfer), regia di Tim Story (2007)
- Avatar, regia di James Cameron (2009)
- Lo Hobbit - Un viaggio inaspettato (The Hobbit: An Unexpected Journey), regia di Peter Jackson (2012)
- Lo Hobbit - La desolazione di Smaug (The Hobbit: The Desolation of Smaug), regia di Peter Jackson (2013)
- Lo Hobbit - La battaglia delle cinque armate (The Hobbit: The Battle of the Five Armies), regia di Peter Jackson (2014)
- Il drago invisibile (Pete's Dragon), regia di David Lowery (2016)
- Storia di un fantasma (A Ghost Story), regia di David Lowery (2017)
- Alita - Angelo della battaglia (Alita: Battle Angel), regia di Robert Rodriguez (2019)
- Sir Gawain e il Cavaliere Verde (The Green Knight), regia di David Lowery (2021)
- Avatar - La via dell'acqua (Avatar: The Way of Water), regia di James Cameron (2022)

### Attore
- Lo Hobbit - La battaglia delle cinque armate (The Hobbit: The Battle of the Five Armies), regia di Peter Jackson (2014)

## Riconoscimenti
- Premio Oscar
  - 2013 - Candidatura ai migliori effetti speciali per Lo Hobbit - Un viaggio inaspettato[16]
  - 2014 - Candidatura ai migliori effetti speciali per Lo Hobbit - La desolazione di Smaug[17]
  - 2023 - Migliori effetti speciali per Avatar - La via dell'acqua[18]
- Premio BAFTA
  - 2013 - Candidatura ai migliori effetti speciali per Lo Hobbit - Un viaggio inaspettato[19]
  - 2014 - Candidatura ai migliori effetti speciali per Lo Hobbit - La desolazione di Smaug[20]
  - 2015 - Candidatura ai migliori effetti speciali per Lo Hobbit - La battaglia delle cinque armate[21]
  - 2023 - Migliori effetti speciali per Avatar - La via dell'acqua[22]
- Saturn Award
  - 2007 - Candidatura ai migliori effetti speciali per X-Men - Conflitto finale
  - 2013 - Candidatura ai migliori effetti speciali per Lo Hobbit - Un viaggio inaspettato
  - 2014 - Candidatura ai migliori effetti speciali per Lo Hobbit - La desolazione di Smaug
  - 2015 - Candidatura ai migliori effetti speciali per Lo Hobbit - La battaglia delle cinque armate